# Refa’el Ederi
Refa’el Ederi (hebr. רפאל אדרי, ang. 	Raphael Edery, ur. 10 września 1937 w Casablance, zm. 22 czerwca 2024) – izraelski polityk, w latach 1981–1999 poseł do Knesetu, w 1990 minister, od 1992 do 1999 zastępca przewodniczącego parlamentu
W wyborach parlamentarnych w 1981 po raz pierwszy dostał się do izraelskiego parlamentu. Zasiadał w Knesetach X, XI, XII, XIII i XIV kadencji.